# Euthygomphus yunnanensis
Euthygomphus yunnanensis is een libellensoort uit de familie van de rombouten (Gomphidae), onderorde echte libellen (Anisoptera).
De soort staat op de Rode Lijst van de IUCN als onzeker, beoordelingsjaar 2010.
De wetenschappelijke naam van de soort is voor het eerst geldig gepubliceerd in 1992 als Anisogomphus yunnanensis door Zhou & Wu.